# Coëtlogon
Coëtlogon è un comune delegato e frazione del comune di Plumieux, situato nel dipartimento delle Côtes-d'Armor nella regione della Bretagna. In precedenza comune autonomo, il 1º gennaio 2025 è confluito insieme all'ex comune di Le Cambout nel nuovo comune di Plumieux.

## Storia

### Simboli
Il comune ha ripreso lo stemma della famiglia de Coëtlogon, presente anche nell'Armorial Général de France del 1696.

## Società

### Evoluzione demografica
Abitanti censiti